# Cañadón Asfalto-formatie

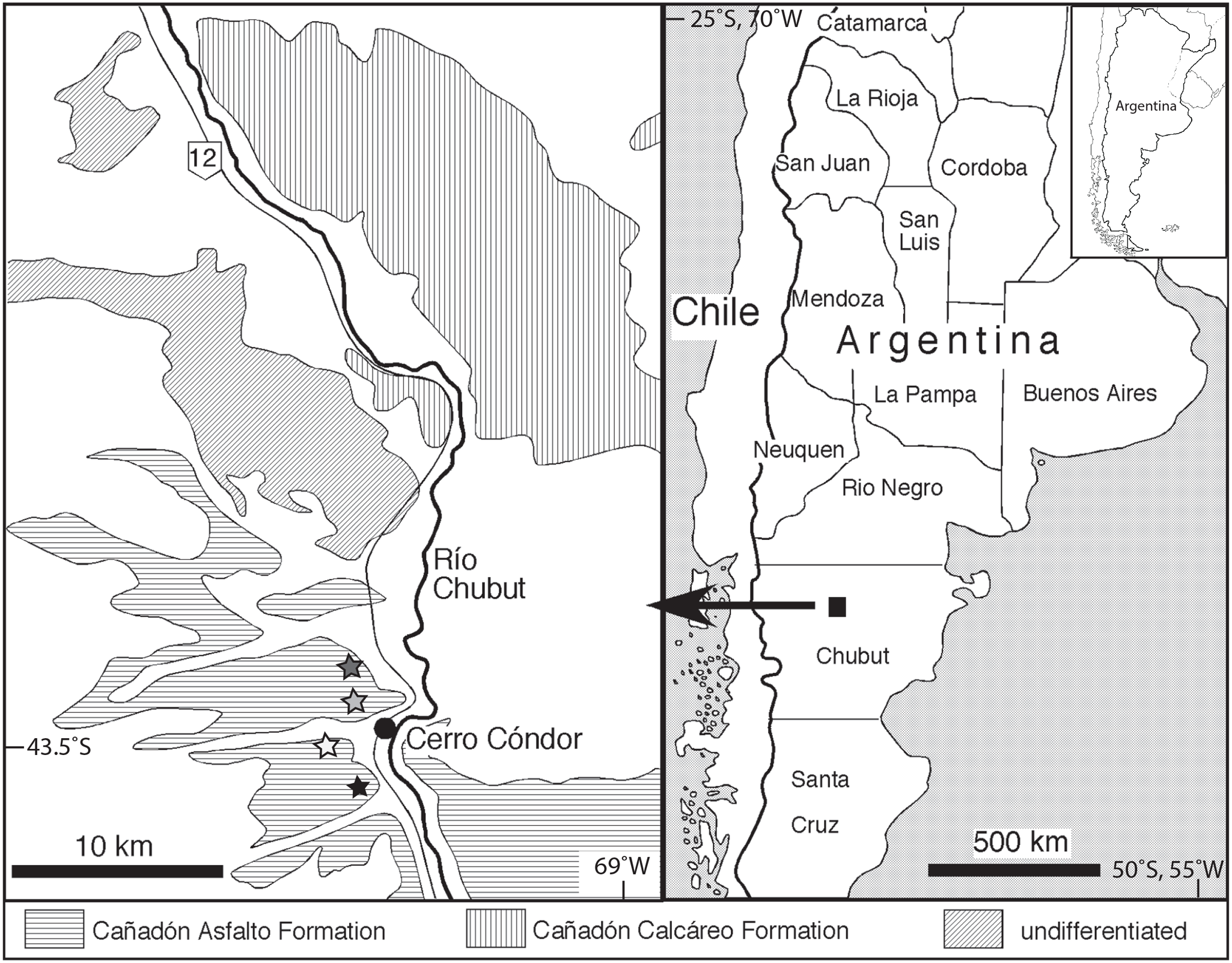
Kaart en locatie van de Cañadon Asfalto-formatie

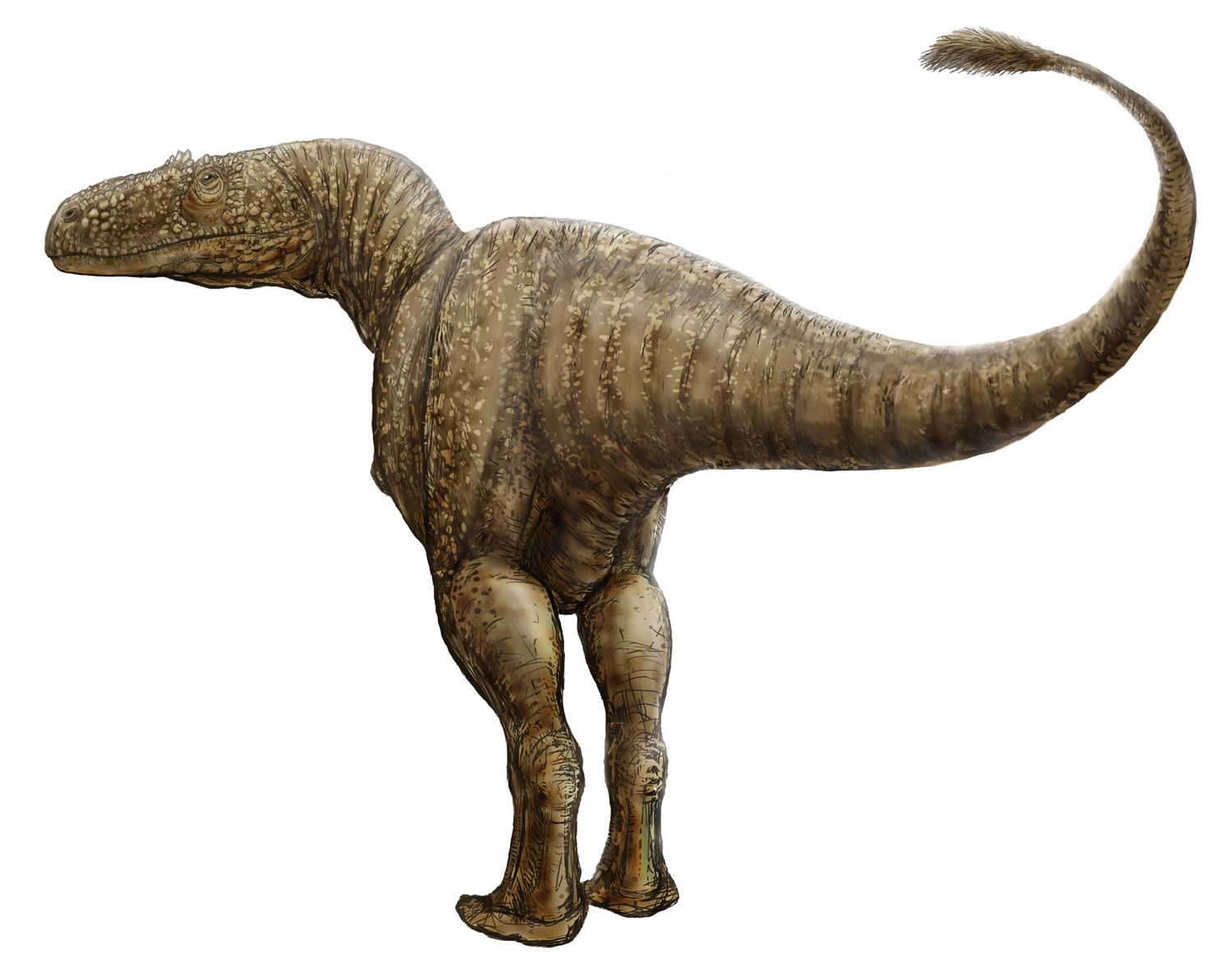
Condorraptor

De Cañadón Asfalto-formatie is een geologische formatie in Argentinië die afzettingen uit het Midden-Jura omvat. Het is een vindplaats van fossielen van onder meer dinosauriërs en zoogdieren.

## Locatie en ouderdom
De Cañadón Asfalto-formatie ligt in het zuiden van de provincie Río Negro en het noordcentrale deel van de provincie Chubut in Patagonië. De afzettingen dateren uit het Toarcien, 188 tot 178 miljoen jaar geleden. De gesteentes zijn een combinatie van kalk, silicium en vulkanisch gesteente en zijn afgezet in een groot meer met omliggende oevers. De Cañadón Asfalto-formatie bestaat uit twee lagen, de Miembro Los Chacritas en de overliggende Miembro Puesto Almada.

## Flora
Fossielen van pteridofyten, zaadvarens en coniferen zijn gevonden in de Cañadón Asfalto-formatie.

## Fauna
De fauna van de Cañadón Asfalto-formatie bestaat uit ongewervelden, vissen (kraakbeenganoïden en beenvissen), kikkers, schildpadden, brughagedissen, krokodillen, pterosauriërs, dinosauriërs en zoogdieren.

#### Tetrapode fauna
- Kikkers: Notobatrachus
- Schildpadden: Condorchelys
- Brughagedissen: Sphenocondor
- Pterosauriërs: Allkaruen, Melkamter
- Dinosauriërs: heterodontosauride Manidens, sauropoden Bagualia, Patagosaurus en Volkheimeria, theropoden Condorraptor, Eoabelisaurus en Piatnitzkysaurus
- Zoogdieren: australospheniden Asfaltomylos en Henosferus, eutriconodonten Argentoconodon en Condorodon, Allotheria indet.